# Здуне (община Гостивар)
 Тази статия е за положкото село.  За поречкото вижте Здуне (община Брод).  
Здуне, още Здуние или Здуня (тъй като н е палатализиран, се среща и изписване Здунье, на македонска литературна норма: Здуње; на албански: Zdunje), е село в Северна Македония, в община Гостивар.

## География
Селото е разположено на левия бряг на Вардар, точно преди реката да навлезе в Гостивар и на практика днес е квартал на града.

## История
В началото на XIX век Здуне е смесено село в Гостиварска нахия на Тетовска кааза на Османската империя. Андрей Стоянов, учителствал в Тетово от 1886 до 1894 година, пише за селото:
| „ | С. Здуне. — Има 1 джамия и развалини отъ стара църква, св. Георги, при които прѣди нѣколко години българитѣ сѫ клали курбанъ въ деня на святеца; и това село намалява поради изселването на българитѣ. | “ |

Според статистиката на Васил Кънчов („Македония. Етнография и статистика“) в 1900 година Здунье има 65 жители българи християни, 300 турци и 120 арнаути мохамедани.
Между 1896 и 1900 година селото преминава под върховенството на Българската екзархия. Според секретаря на екзархията Димитър Мишев („La Macédoine et sa Population Chrétienne“) в 1905 година в Здуние има 64 българи екзархисти.
При избухването на Балканската война 1 човек от Здуне е доброволец в Македоно-одринското опълчение. През войната в селото влизат сръбски войски. По време на Втората балканска война сърбите го бомбардират, а после запалват. „Ония, които сѫ бѣгали отъ огъня, сѫ били причаквани и застрѣлвани. На нѣколко мѣста така сѫ паднали убити хора на купчини, между които и майки съ бозайничета и малолѣтни дѣца.“ 
Според Афанасий Селишчев в 1929 година Здуне е център на Долнойеловешката община от 4 села в Горноположкия срез и има 90 къщи с 441 жители българи, турци и албанци.
Според преброяването от 2002 година селото има 2140 жители.
| Националност | Всичко |
| македонци    | 467    |
| албанци      | 998    |
| турци        | 659    |
| роми         | 9      |
| власи        | 0      |
| сърби        | 1      |
| бошняци      | 0      |
| други        | 6      |

## Личности
Родени в Здуне
- Григор Велянов Яковлев, македоно-одрински опълченец, 1 рота на 2 скопска дружина, убит при Пониква, Кочанско[8]
- Феим Йонузи, местен лидер на Бали Комбетар
- Хади Незир (р. 1952), политик от Северна Македония, депутат от Демократическата партия на турците на Македония